# Сезон жіночої збірної України з волейболу 1996
 У 1996 році жіноча збірна України виступала у відбірковому олімпійському турнірі і Олімпійських іграх в Атланті (США). Очолював команду Гарій Єгіазаров.

## Відбір на Олімпіаду
Відбірковий турнір на Олімпійські ігри пройшов з  26 травня по 2 червня в японському Токіо. Три найсильніші команди в групі отримали путівки на змагання в Атланті.
|    | Команда           | Очки | Ігри | Виграші | Поразки | Забито | Пропущено | Співвідношення З/П | Виграні сети | Програні сети | Співвідношення В/П |
| -- | ----------------- | ---- | ---- | ------- | ------- | ------ | --------- | ------------------ | ------------ | ------------- | ------------------ |
| 1. | Японія            | 13   | 7    | 6       | 1       |        |           | 1.696              | 19           | 4             | 4.750              |
| 2. | Нідерланди        | 13   | 7    | 6       | 1       |        |           | 1.430              | 20           | 5             | 4.000              |
| 3. | Україна           | 12   | 7    | 5       | 2       |        |           | 1.366              | 17           | 8             | 2.125              |
| 4. | Хорватія          | 11   | 7    | 5       | 2       |        |           | 1.026              | 15           | 11            | 1.366              |
| 5. | Болгарія          | 10   | 7    | 3       | 4       |        |           | 1.026              | 11           | 14            | 0.786              |
| 6. | Італія            | 9    | 7    | 2       | 5       |        |           | 0.801              | 9            | 15            | 0.600              |
| 7. | Румунія           | 8    | 7    | 1       | 6       |        |           | 0.598              | 3            | 18            | 0.166              |
| 8. | Китайський Тайбей | 7    | 7    | 0       | 7       |        |           | 0.628              | 0            | 21            | 0.000              |

## Олімпійські ігри
Група А
|    | Команда        | Очки | Ігри | Виграші | Поразки | Забито | Пропущено | Співвідношення З/П | Виграні сети | Програні сети | Співвідношення В/П |
| -- | -------------- | ---- | ---- | ------- | ------- | ------ | --------- | ------------------ | ------------ | ------------- | ------------------ |
| 1. | КНР            | 10   | 5    | 5       | 0       | 256    | 181       | 1.414              | 15           | 3             | 5.000              |
| 2. | США            | 9    | 5    | 4       | 1       | 241    | 198       | 1.217              | 13           | 5             | 2.600              |
| 3. | Нідерланди     | 8    | 5    | 3       | 2       | 211    | 179       | 1.179              | 10           | 7             | 1.429              |
| 4. | Південна Корея | 7    | 5    | 2       | 3       | 249    | 222       | 1.122              | 10           | 9             | 1.111              |
| 5. | Японія         | 6    | 5    | 1       | 4       | 158    | 199       | 0.794              | 3            | 12            | 0.250              |
| 6. | Україна        | 5    | 5    | 0       | 5       | 89     | 225       | 0.396              | 0            | 15            | 0.000              |

- Субота, 1996-07-20

|  | США | 3–0 | Україна | (15-8 15-5 15-11) |

- Понеділок, 1996-07-22

|  | Японія | 3–0 | Україна | (15- 9 15- 5 15- 4) |

- Середа, 1996-07-24

|  | Південна Корея | 3–0 | Україна | (15- 3 15-10 15- 7) |

- П'ятниця, 1996-07-26

|  | КНР | 3–0 | Україна | (15- 4 15- 4 15- 6) |

- Неділя, 1996-07-28

|  | Нідерланди | 3–0 | Україна | (15- 3 15- 5 15- 5) |

## Склад
Протягом всього олімпійського турніру у складі збірної виступали:
| Волейболістка      | Команда                    |
| ------------------ | -------------------------- |
| Ольга Коломієць    | «Орбіта» (Запоріжжя)       |
| Вікторія Матешук   | «Орбіта» (Запоріжжя)       |
| Марія Полякова     | «Іскра» (Луганськ)         |
| Олена Сидоренко    | «Іскра» (Луганськ)         |
| Тетяна Іванюшкіна  | «Іскра» (Луганськ)         |
| Регіна Милосердова | «Іскра» (Луганськ)         |
| Алла Кравець       | «Іскра» (Луганськ)         |
| Ольга Павлова      | «Іскра» (Луганськ)         |
| Наталія Боженова   | «Іскра» (Луганськ)         |
| Олександра Фоміна  | «Іскра» (Луганськ)         |
| Юлія Буєва         | «Іскра» (Луганськ)         |
| Олена Кривоносова  | «Динамо-Джінестра» (Одеса) |

Тренери: Гарій Єгіазаров, Ігор Філіштинський, Владлен Лісянський.